# 세계테마기행
《세계테마기행》은 EBS 1TV에서 매주 월요일부터 목요일 오후 8시 40분에 방송 중인 여행 전문 교양 프로그램이다. 2008년 2월 25일에 '김영하가 만난 시칠리아 - 1부 로마에서 시칠리아까지' 편을 첫방송으로 시작하여 `《걸어서 세계속으로》` 다음으로 현존하는 최장수 프로그램으로 자리매김하고 있다. 여타 여행 프로그램과 달리, 매주 사진 작가를 비롯한 현직 대학 교수, 연예인 등의 다양한 출연자 한 명이 직접 여행한다.

## 기획 의도
| “ | 세계 테마 기행은 단순한 여행 정보 프로그램에서 벗어나, 자유로운 배낭여행자만이 느낄 수 있는 살아있는 체험기를 전해드리고자 기획된 프로그램입니다. 스페인에서 칠레, 남아공에서 알래스카에 이르기까지 전 세계를 직접 발로 뛰며 제작하는 세계 테마 기행은 찬란한 문명 유적지와 자연유산은 물론 다양한 모습으로 삶을 영위해 가는 세계인들의 숨겨진 모습까지 생생히 보여드리겠습니다. 그리고 매편 여행을 안내하는 큐레이터들은 한국인의 시선으로 세상을 바라보면서 이 시대 우리에게 필요한 세계관이 무엇인지 여러분과 함께 즐거운 고민을 하도록 하겠습니다. 매일 저녁 세계 테마 기행을 통해서 가슴 설레는 여행의 참맛을 느끼시길 바랍니다. | ” |
|   | — EBS <세계 테마 기행> 홈페이지, 프로그램 소개 |   |

## 방송 회차
세계테마기행의 에피소드 목록

## 방송 시간
| 방송 채널 | 방송 기간                          | 방송 시간                                           | 방송 시간                                           | 비고     |
| --------- | ---------------------------------- | --------------------------------------------------- | --------------------------------------------------- | -------- |
| EBS 1TV   | 2008년 2월 25일 ~ 2018년 2월 22일  | 매주 월요일 ~ 목요일 오후 8:50 ~ 9:30 (40분)        | 매주 월요일 ~ 목요일 오후 8:50 ~ 9:30 (40분)        | 본방송   |
| EBS 1TV   | 2018년 2월 26일 ~ 2019년 8월 22일  | 매주 월요일 ~ 목요일 오전 6:20 ~ 7:00 (40분)        | 매주 월요일 ~ 목요일 오전 6:20 ~ 7:00 (40분)        | 본방송   |
| EBS 1TV   | 2018년 2월 26일 ~ 2019년 8월 22일  | 매주 월요일 ~ 목요일 오후 8:40 ~ 9:30 (50분)        | 매주 월요일 ~ 목요일 오후 8:40 ~ 9:30 (50분)        | 본방송   |
| EBS 1TV   | 2023년 2월 27일 ~ 2023년 3월 30일  |                                                     |                                                     | 본방송   |
| EBS 1TV   | 2019년 8월 26일 ~ 2019년 9월 6일   | 매주 평일 오전 6:20 ~ 7:00 (40분)                   | 매주 평일 오전 6:20 ~ 7:00 (40분)                   | 본방송   |
| EBS 1TV   | 2019년 8월 26일 ~ 2021년 3월 26일  | 1부                                                 | 매주 평일 오후 8:50 ~ 9:10 (20분)                   | 본방송   |
| EBS 1TV   | 2019년 8월 26일 ~ 2021년 3월 26일  | 2부                                                 | 매주 평일 오후 9:10 ~ 9:30 (20분)                   | 본방송   |
| EBS 1TV   | 2021년 3월 29일 ~ 2021년 6월 30일  | 1부                                                 | 매주 평일 오후 8:40 ~ 9:05 (25분)                   | 본방송   |
| EBS 1TV   | 2021년 3월 29일 ~ 2021년 6월 30일  | 2부                                                 | 매주 평일 오후 9:05 ~ 9:30 (25분)                   | 본방송   |
| EBS 1TV   | 2021년 7월 1일 ~ 2023년 2월 24일   | 매주 평일 오후 8:40 ~ 9:30 (50분)                   | 매주 평일 오후 8:40 ~ 9:30 (50분)                   | 본방송   |
| EBS 1TV   | 2023년 4월 3일 ~ 현재              | 매주 월요일 ~ 목요일 오후 8:40 ~ 9:35 (55분)        | 매주 월요일 ~ 목요일 오후 8:40 ~ 9:35 (55분)        | 본방송   |
| EBS 1TV   | 2008년 2월 25일 ~ 2009년 2월 19일  | 매주 월요일 ~ 목요일 오전 11:30 ~ 낮 12:10 (40분)   | 매주 월요일 ~ 목요일 오전 11:30 ~ 낮 12:10 (40분)   | 재방송   |
| EBS 1TV   | 2009년 2월 23일 ~ 2010년 8월 19일  | 매주 월요일 ~ 목요일 오전 6:30 ~ 7:10 (40분)        | 매주 월요일 ~ 목요일 오전 6:30 ~ 7:10 (40분)        | 재방송   |
| EBS 1TV   | 2010년 8월 23일 ~ 2011년 2월 24일  | 매주 월요일 ~ 목요일 오전 6:00 ~ 6:40 (40분)        | 매주 월요일 ~ 목요일 오전 6:00 ~ 6:40 (40분)        | 재방송   |
| EBS 1TV   | 2011년 2월 28일 ~ 2011년 8월 25일  | 매주 월요일 ~ 목요일 오후 1:00 ~ 1:40 (40분)        | 매주 월요일 ~ 목요일 오후 1:00 ~ 1:40 (40분)        | 재방송   |
| EBS 1TV   | 2012년 8월 27일 ~ 2013년 2월 21일  | 매주 월요일 ~ 목요일 오전 11:20 ~ 낮 12:00 (40분)   | 매주 월요일 ~ 목요일 오전 11:20 ~ 낮 12:00 (40분)   | 재방송   |
| EBS 1TV   | 2013년 8월 26일 ~ 2016년 8월 26일  | 매주 월요일 ~ 목요일 오전 11:20 ~ 낮 12:00 (40분)   | 매주 월요일 ~ 목요일 오전 11:20 ~ 낮 12:00 (40분)   | 재방송   |
| EBS 1TV   | 2018년 2월 26일 ~ 2018년 8월 22일  | 매주 월요일 ~ 목요일 오전 11:20 ~ 낮 12:00 (40분)   | 매주 월요일 ~ 목요일 오전 11:20 ~ 낮 12:00 (40분)   | 재방송   |
| EBS 1TV   | 2019년 8월 26일 ~ 2019년 9월 6일   | 매주 평일 오전 11:20 ~ 낮 12:00 (40분)              | 매주 평일 오전 11:20 ~ 낮 12:00 (40분)              | 재방송   |
| EBS 1TV   | 2013년 2월 25일 ~ 2013년 8월 22일  | 매주 월요일 ~ 목요일 오전 10:10 ~ 오전 10:50 (40분) | 매주 월요일 ~ 목요일 오전 10:10 ~ 오전 10:50 (40분) | 재방송   |
| EBS 1TV   | 2019년 9월 1일 ~ 2019년 9월 8일    | 매주 일요일 오후 5:25 ~ 8:45 (3시간 20분)           | 매주 일요일 오후 5:25 ~ 8:45 (3시간 20분)           | 재방송   |
| EBS 1TV   | 2016년 8월 29일 ~ 2018년 2월 22일  | 매주 월요일 ~ 목요일 오전 6:20 ~ 7:00 (40분)        | 매주 월요일 ~ 목요일 오전 6:20 ~ 7:00 (40분)        | 재방송   |
| EBS 1TV   | 2019년 9월 9일 ~ 2020년 4월 3일    | 매주 평일 오전 6:20 ~ 7:00 (40분)                   | 매주 평일 오전 6:20 ~ 7:00 (40분)                   | 재방송   |
| EBS 1TV   | 2020년 3월 30일 ~ 2021년 3월 26일  | 매주 평일 오전 6:20 ~ 7:00 (40분)                   | 매주 평일 오전 6:20 ~ 7:00 (40분)                   | 재방송   |
| EBS 1TV   | 2021년 3월 29일 ~ 2021년 4월 9일   | 매주 평일 오전 6:10 ~ 6:50 (40분)                   | 매주 평일 오전 6:10 ~ 6:50 (40분)                   | 재방송   |
| EBS 1TV   | 2021년 4월 12일 ~ 2023년 2월 24일  | 매주 평일 오전 6:10 ~ 7:00 (50분)                   | 매주 평일 오전 6:10 ~ 7:00 (50분)                   | 재방송   |
| EBS 1TV   | 2023년 2월 27일 ~ 현재             | 매주 월요일 ~ 목요일 오전 6:10 ~ 7:00 (50분)        | 매주 월요일 ~ 목요일 오전 6:10 ~ 7:00 (50분)        | 재방송   |
| EBS 1TV   | 2016년 8월 29일 ~ 2018년 2월 22일  | 매주 월요일 ~ 목요일 오전 11:20 ~ 낮 12:00 (40분)   | 매주 월요일 ~ 목요일 오전 11:20 ~ 낮 12:00 (40분)   | 재방송   |
| EBS 1TV   | 2019년 9월 9일 ~ 2020년 4월 3일    | 매주 평일 오전 11:20 ~ 낮 12:00 (40분)              | 매주 평일 오전 11:20 ~ 낮 12:00 (40분)              | 재방송   |
| EBS 1TV   | 2008년 3월 2일 ~ 2009년 2월 22일   | 매주 일요일 낮 12:00 ~ 오후 2:40 (2시간 40분)       | 매주 일요일 낮 12:00 ~ 오후 2:40 (2시간 40분)       | 종합방송 |
| EBS 1TV   | 2009년 3월 1일 ~ 2014년 2월 23일   | 매주 일요일 오후 5:50 ~ 8:30 (2시간 40분)           | 매주 일요일 오후 5:50 ~ 8:30 (2시간 40분)           | 종합방송 |
| EBS 1TV   | 2014년 3월 2일 ~ 2018년 2월 25일   | 매주 일요일 오후 5:35 ~ 8:15 (2시간 40분)           | 매주 일요일 오후 5:35 ~ 8:15 (2시간 40분)           | 종합방송 |
| EBS 1TV   | 2018년 3월 4일 ~ 2019년 8월 18일   | 매주 일요일 오후 4:35 ~ 7:55 (3시간 20분)           | 매주 일요일 오후 4:35 ~ 7:55 (3시간 20분)           | 종합방송 |
| EBS 1TV   | 2019년 9월 15일 ~ 2020년 3월 29일  | 매주 일요일 오후 5:25 ~ 8:45 (3시간 20분)           | 매주 일요일 오후 5:25 ~ 8:45 (3시간 20분)           | 종합방송 |
| EBS 1TV   | 2020년 4월 5일 ~ 2020년 6월 7일    | 매주 일요일 오후 5:50 ~ 9:10 (3시간 20분)           | 매주 일요일 오후 5:50 ~ 9:10 (3시간 20분)           | 종합방송 |
| EBS 1TV   | 2020년 6월 14일 ~ 2020년 11월 15일 | 매주 일요일 오후 5:30 ~ 8:35 (3시간 5분)            | 매주 일요일 오후 5:30 ~ 8:35 (3시간 5분)            | 종합방송 |
| EBS 1TV   | 2020년 11월 22일 ~ 2021년 3월 28일 | 매주 일요일 오후 5:30 ~ 8:40 (3시간 10분)           | 매주 일요일 오후 5:30 ~ 8:40 (3시간 10분)           | 종합방송 |
| EBS 1TV   | 2021년 4월 4일 ~ 2022년 8월 21일   | 매주 일요일 오후 5:30 ~ 9:30 (4시간)                | 매주 일요일 오후 5:30 ~ 9:30 (4시간)                | 종합방송 |
| EBS 1TV   | 2022년 9월 4일 ~ 2023년 4월 2일    | 매주 일요일 오후 5:35 ~ 8:55 (3시간 20분)           | 매주 일요일 오후 5:35 ~ 8:55 (3시간 20분)           | 종합방송 |
| EBS 1TV   | 2023년 4월 9일 ~ 현재              | 매주 일요일 오후 5:40 ~ 밤 9:10 (3시간 30분)        | 매주 일요일 오후 5:40 ~ 밤 9:10 (3시간 30분)        | 종합방송 |

## 배경 음악
프로그램 중간에 영상과 어울리는 배경 음악이 삽입되어 인기가 높다. 주로 해당 국가의 유명 가수의 노래 또는 미국이나 영국의 팝송이 사용된다. 프로그램 공식 홈페이지에서는 프로그램 방송과 관련된 선곡표를 공지하기도 한다.

## 프로그램 속에 등장한 나라
| - 캄보디아 - 튀르키예 - 일본 - 대만 - 태국 - 인도 - 홍콩 - 베트남 - 스리랑카 - 중국 - 몽골 - 우즈베키스탄 - 미얀마 - 싱가포르 - 인도네시아 - 예멘 - 네팔 - 말레이시아 - 아랍에미리트 - 필리핀 - 마카오 - 이란 - 이스라엘 - 라오스 - 요르단 - 조지아 - 시리아 - 아르메니아 - 아제르바이잔 - 부탄 - 동티모르 - 방글라데시 - 레바논 - 카자흐스탄 - 오만 - 키르기스스탄 - 파키스탄 - 타지키스탄 | - 영국 - 아일랜드 - 몰타 - 스페인 - 러시아 - 이탈리아 - 포르투갈 - 네덜란드 - 체코 - 프랑스 - 독일 - 헝가리 - 노르웨이 - 그리스 - 크로아티아 - 불가리아 - 오스트리아 - 덴마크 - 폴란드 - 스위스 - 루마니아 - 우크라이나 - 핀란드 - 스웨덴 - 벨기에 - 에스토니아 - 슬로베니아 - 아이슬란드 - 룩셈부르크 - 벨라루스 - 리투아니아 - 슬로바키아 - 라트비아 - 북마케도니아 - 세르비아 - 몬테네그로 - 크로아티아 - 페로 제도 | - 캐나다 - 미국 - 페루 - 에콰도르 - 쿠바 - 멕시코 - 볼리비아 - 칠레 - 과테말라 - 도미니카 공화국 - 아르헨티나 - 브라질 - 콜롬비아 - 파나마 - 베네수엘라 - 코스타리카 - 니카라과 - 우루과이 - 온두라스 - 벨리즈 - 파라과이 - 자메이카 - 바하마 | - 토고 - 모로코 - 남아프리카 공화국 - 레소토 - 튀니지 - 마다가스카르 - 나미비아 - 이집트 - 모리셔스 - 케냐 - 탄자니아 - 세네갈 - 가나 - 르완다 - 말리 - 세이셸 - 짐바브웨 - 카메룬 - 앙골라 - 부르키나파소 - 에티오피아 - 에스와티니 - 우간다 - 지부티 - 코트디부아르 - 리비아 - 보츠와나 - 말라위 - 잠비아 - 모리셔스 - 베냉 - 모잠비크 - 콩고 민주 공화국 - 나이지리아 - 알제리 - 프랑스령레위니옹 | - 오스트레일리아 - 뉴질랜드 - 피지 - 파푸아뉴기니 - 사모아 - 솔로몬 제도 - 통가 - 마셜 제도 - 팔라우 - 북마리아나 제도 - 프랑스령 폴리네시아 - 바누아투 |  |

## 같이 보기
관련 항목
- 여행

방송 프로그램
- 김영철의 동네 한 바퀴 (KBS 1TV)
- 정해인의 걸어보고서, 한 번쯤 멈출 수 밖에 (KBS 2TV)
- 한국기행 (EBS 1TV)
- 정글의 법칙, 공생의 법칙 (SBS TV)
- 나는 자연인이다, 오지GO, 여행생활자 집시맨 (MBN)
- 세계도시여행 (MBC 표준FM)